# Los abuelos de mis hijos
Los abuelos de mis hijos es un cuadro del pintor español Joaquín Sorolla, terminado en 1905. Está realizado en óleo sobre lienzo, y tiene un tamaño de 142 x 182,5 cm. Se encuentra en el Museo de Bellas Artes de Valencia. 
En el cuadro se representan a los suegros de Sorolla, Antonio García Peris y Clotilde del Castillo Jareño.